# Jorge Poza
Jorge Poza, właśc. Jorge Alberto Poza Pérez (ur. 26 czerwca 1977 w Tulancingo, w stanie Hidalgo) – meksykański aktor telewizyjny, który zdobył popularność w Polsce w telenowelach Porywy serca, Tajemnice pocałunku, Serce z kamienia, emitowanych przez TVN i TVN Siedem.

## Życiorys
Dorastał wraz z bratem Javierem w Texcoco. Swoją karierę aktorską zapoczątkował w wieku szesnastu lat występem w filmie przygodowo-sensacyjnym Bandyci (Bandidos, 1991). Rok później pojawił się w telenoweli Dziadek i ja (El Abuelo y yo, 1992) u boku Ludwiki Palety i Gaela Garcíi Bernala. Prestiżowy sukces zawdzięcza roli kapitana Francisco Romero w telenoweli Klasa 406 (Clase 406, 2002).
Wystąpił nago w sztuce Epilog, twój kot umarł (Postdata, tu gato ha muerto) z Sebastianem Rulli. Pojawił się w webnovelach - internetowych telenowelach: Wezwanie Marii w tle (La llaman María sombra), Grzech Juliana (El pecado de Julián), Słodka zemsta (Dulce venganza) i Miłość opery mydlanej (Un amor de telenovela) jako Emiliano, młody producent.
W 2004 roku wziął udział w reality show Big Brother. Jako prezenter programu Dzisiaj (Hoy, 2006, 2007) zdobył nominację do nagrody TVyNovelas.
W 1997 roku poślubił Mayrín Villanueva. Mają bliźniaki – córkę Rominę i syna Sebastiána (ur. 2003). Para rozwiodła się w 2008 roku.

## Filmografia

### filmy kinowe
- 2001: Druga szansa (El Segundo aire) jako Ricardo
- 1991: Bandyci (Bandidos) jako Miguel

### seriale
- 2010: Mujeres Asesinas 3 jako Pablo w "Elena, Protectora"
- 2020–2022 ,, Oscuro deseo "( mroczne pożądanie) jako Leonardo Solares

## = telenowele
- 2014: Kotka (La Gata) jako Mariano Martinez Negrete
- 2012: Cachito de cielo jako Fabio
- 2011: Rafaela jako Jose Maria Baez
- 2008: Alma de hierro jako Sebastián Hierro Jiménez
- 2007: Seks i inne tajemnice (Sexo y otros secretos) jako Sterownik Hoy
- 2005: Powstania (Contra viento y marea) jako Mateo Lizárraga
- 2004: Serce z kamienia (Mujer de madera) jako Rogelio Rebollar
- 2003: Biały welon (Velo de novia) jako Rafael Sosa/Ernesto Sosa
- 2002: Klasa 406 (Clase 406) jako Francisco Romero
- 2001: Ośmielę się zapomnieć (Atrévete a olvidarme) jako El Gato
- 2001: Wiosenna namiętność (El Manantial) jako Héctor Luna
- 2000: Tajemnice pocałunku (Por un beso) jako Agustin Aguilar
- 1999: Daniela i przyjaciele (El Diario de Daniela) jako Carlos
- 1999: Porywy serca (Por Tu Amor) jako David Parra
- 1998: Paloma (Preciosa) jako Robin
- 1998: Rencor apasionado jako Tony Mendiola
- 1997: Moje pokolenie (Mi generación)
- 1996: Ty i ja (Tú y yo)
- 1996: Jeśli Bóg sam zabija (Si Dios me quita la vida)
- 1992: Anioł bez raju (Ángeles sin paraíso)
- 1992: Dziadek i ja (El Abuelo y yo) jako Perico